# Belvosia luteola
Belvosia luteola är en tvåvingeart som beskrevs av Daniel William Coquillett 1900. Belvosia luteola ingår i släktet Belvosia och familjen parasitflugor. Inga underarter finns listade i Catalogue of Life.